# Zastruga

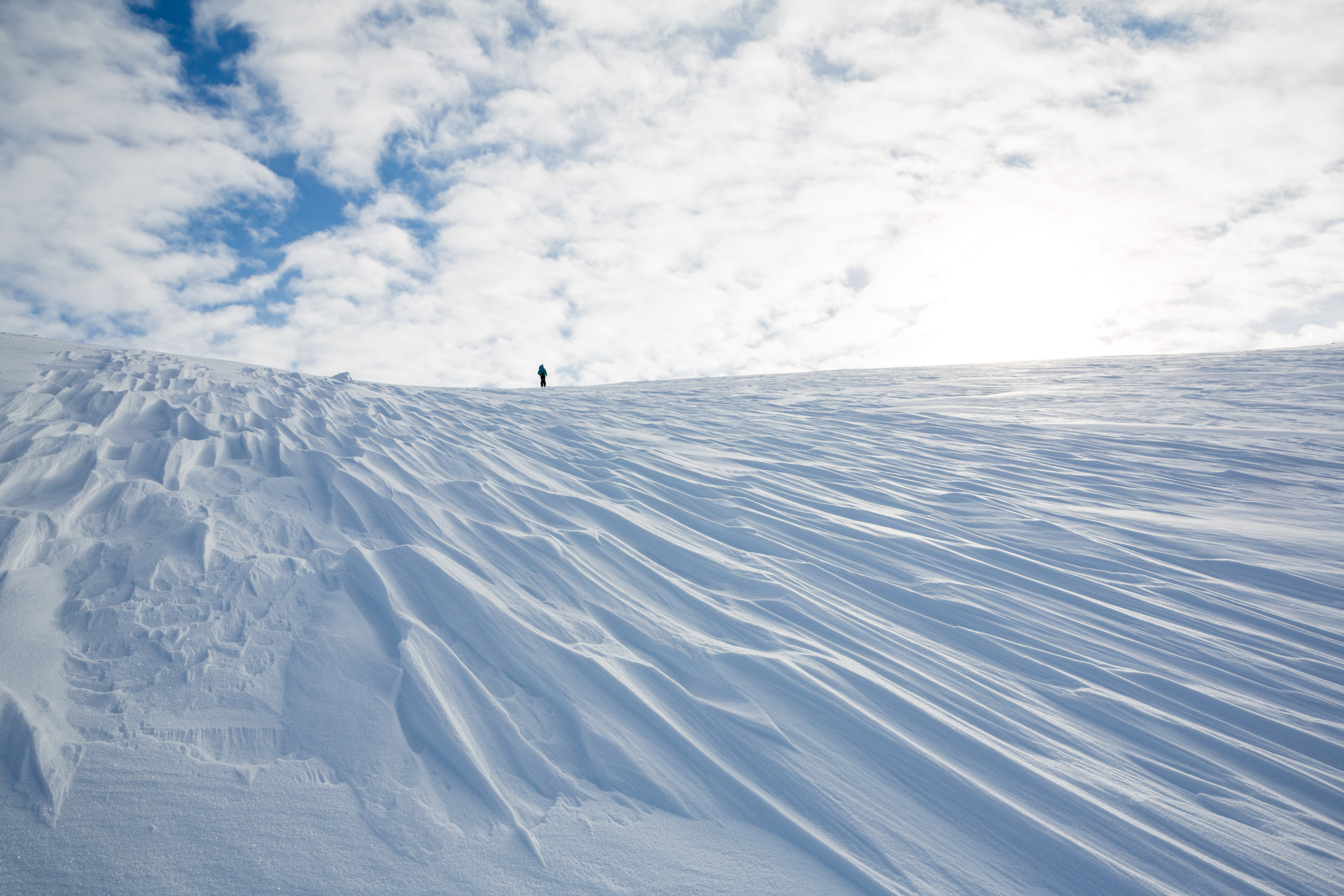
Zastrugy

Zastruga nebo sastruga (z ruského slova заструга) je dlouhý úzký hřeben navátého a zledovatělého sněhu. Rozlehlé pláně s řadami zastrug se vyskytují v polárních oblastech na otevřených plochách, které jsou vystaveny silným katabatickým větrům (svahy kopců, hladina zamrzlých moří a jezer). Zastrugy mohou dosahovat výšky od 20 cm do 1,5 m a na rozdíl od písečných dun jsou rovnoběžné s převládajícím směrem větru, mohou proto napomáhat orientaci v terénu. Zastrugy mívají ostré a tvrdé hrany a představují pro polární výpravy nepříjemnou komplikaci, která zpomaluje postup a může zde dojít i ke zlomení lyží.